# Gouvernement Duncan V
Pour les articles homonymes, voir Gouvernement Duncan.
Seconde République
Duncan IV Coulibaly I
Le cinquième gouvernement Daniel Kablan Duncan est le 16e gouvernement de la Seconde République ivoirienne.

## Composition
| Image | Fonction                                                           |  | Nom                  | Parti |
| ----- | ------------------------------------------------------------------ |  | -------------------- | ----- |
|       | Président de la République Ministre de la Défense                  |  | Alassane Ouattara    | RDR   |
|       | Premier ministre Ministre de l’Économie, des Finances et du Budget |  | Daniel Kablan Duncan | PDCI  |

### Ministre d'État
| Image | Fonction                                  |  | Nom            | Parti |
| ----- | ----------------------------------------- |  | -------------- | ----- |
|       | Ministre de l’Intérieur et de la Sécurité |  | Hamed Bakayoko | RDR   |

### Ministres
| Image | Fonction                                                                              |  | Nom                                            | Parti          |
| ----- | ------------------------------------------------------------------------------------- |  | ---------------------------------------------- | -------------- |
|       | Ministre des Affaires étrangères                                                      |  | Albert Mabri Toikeusse                         | UDPCI          |
|       | Ministre de l'Emploi et de la Protection sociale                                      |  | Dosso Moussa                                   | RDR            |
|       | Garde des Sceaux, ministre de la Justice                                              |  | Sansan Kambilé                                 |                |
|       | Ministre de l'Intégration africaine et des Ivoiriens de l'extérieur                   |  | Ally Coulibaly                                 | RDR            |
|       | Ministre de l'Éducation nationale                                                     |  | Kandia Camara                                  | RDR            |
|       | Ministre du Pétrole et de l'Énergie                                                   |  | Adama Toungara                                 | RDR            |
|       | Ministre de l'Environnement et du Développement durable                               |  | Rémi Allah Kouadio                             | PDCI           |
|       | Ministre des Infrastructures économiques                                              |  | Patrick Achi                                   | PDCI           |
|       | Ministre de l'Industrie et des Mines                                                  |  | Jean-Claude Brou                               | Sans étiquette |
|       | Ministre de l'Habitat et du Logement social                                           |  | Gnamien Konan                                  | UPCI           |
|       | Ministre du Plan et du Développement                                                  |  | Kaba Nialé                                     | Sans étiquette |
|       | Ministre de l'Enseignement technique et de la Formation professionnelle               |  | Paul Koffi Koffi                               |                |
|       | Ministre des Transports                                                               |  | Gaoussou Touré                                 | RDR            |
|       | Ministre du Commerce                                                                  |  | Jean-Louis Billon                              | Sans étiquette |
|       | Ministre de l'Économie numérique et de la Poste Porte-parole du gouvernement          |  | Bruno Koné                                     | RDR            |
|       | Ministre des Ressources animales et halieutiques                                      |  | en cours de création Kobenan Kouassi Adjoumani | PDCI           |
|       | Ministre de la Santé et de l'Hygiène publique                                         |  | Raymonde Goudou Coffie                         | Sans étiquette |
|       | Ministre de l'Agriculture et du Développement rural                                   |  | Mamadou Sangafowa Coulibaly                    | RDR            |
|       | Ministre de la Construction et de l'Urbanisme                                         |  | Mamadou Sanogo                                 | RDR            |
|       | Ministre de la Salubrité urbaine et de l'Assainissement                               |  | Anne Desirée Ouloto                            | RDR            |
|       | Ministre de la Culture et de la Francophonie                                          |  | Maurice Bandaman                               | RDR            |
|       | Ministre des Eaux et Forêts                                                           |  | Louis-André Dacoury-Tabley                     |                |
|       | Ministre de l'Enseignement supérieur et de la Recherche scientifique                  |  | Ramata Ly-Bakayoko                             |                |
|       | Ministre de l'Entrepreneuriat national, de l'Artisanat et de la Promotion des PME     |  | Azoumana Moutaye                               |                |
|       | Ministre de la Communication Porte-parole adjoint du gouvernement                     |  | Affoussiata Bamba-Lamine                       | Sans étiquette |
|       | Ministre du Tourisme                                                                  |  | Roger Kacou                                    | Sans étiquette |
|       | Ministre de la Promotion de la Femme, de la Famille, et de la Protection de l'enfant  |  | Euphrasie Yao                                  |                |
|       | Ministre de la Fonction publique et de la Modernisation de l'Administration           |  | Pascal Abinan Kouakou                          |                |
|       | Ministre de la Promotion de la jeunesse, de l'Emploi des jeunes et du Service civique |  | Sidi Tiémoko Touré                             | RDR            |
|       | Ministre de la Solidarité, de la Cohésion sociale et de l'Indemnisation des victimes  |  | Mariatou Koné                                  |                |
|       | Ministre des Droits de l'homme et des Libertés publiques                              |  | Paulette Ezouehu Badjo                         |                |

### Ministres délégués
| Image | Fonction                                                                          |  | Nom                | Parti          |
| ----- | --------------------------------------------------------------------------------- |  | ------------------ | -------------- |
|       | Ministre délégué auprès du Premier ministre, chargé de l'Économie et des Finances |  | Adama Koné         | Sans étiquette |
|       | Ministre délégué auprès du Premier ministre, chargé du Budget                     |  | Abdourahmane Cissé | Sans étiquette |